# Dominik Ascherbauer
Dominik Ascherbauer, né le 21 août 1989 à Linz, est un handballeur autrichien. Il évolue au poste d'ailier au HC Linz AG et en équipe nationale d'Autriche.